# Camille Sullivan
Pour les articles homonymes, voir Sullivan.
Camille Sullivan, née le 7 juillet 1975 à Toronto  (Canada), est une actrice canadienne.
Elle a joué dans divers films et séries télévisées. Parmi ses apparitions télévisées notables figurent Rookie Blue, Da Vinci's Inquest, Intelligence et Shattered.
Elle a remporté un Leo Award pour son rôle dans le film Normal.

## Biographie
Camille Sullivan est originaire de Vancouver, en Colombie-Britannique. Elle fréquente une école secondaire des arts à Toronto, avec une spécialisation en arts visuels. Elle étudie ensuite le théâtre à l'Université de la Colombie-Britannique.
Elle parle anglais et français et pratique notamment le patinage sur glace, la danse swing, le combat sur scène et le kickboxing.

## Filmographie partielle

### Au cinéma
- 2000 : A Good Burn : l'infirmière
- 2000 : Vissé : commis au magasin de fleurs
- 2000 : Bêtes de scène : Philly AM Assistant
- 2001 : Room : Sarah (court métrage)
- 2003 : A Problem with Fear  : Michelle
- 2004 : L'Effet papillon (The Butterfly Effect) d'Eric Bress et J. Mackye Gruber : Cricket
- 2005 : Neverwas : Jeune Katherine Pierson (non crédité)
- 2006 : Mount Pleasant : Sarah Cameron
- 2007 : Normal : Élise
- 2008 : Mères et Filles (en) : Rebecca
- 2010 : The Traveler  : Adjointe Jane Hollows
- 2010 : Voodoo : Mme Decker (court métrage)
- 2011 : Sœurs et Frères : Maggie
- 2012 : Binner : femme (court métrage)
- 2013 : The Marine 3: Homefront : Amandine
- 2014 : Ally Was Screaming : Casey
- 2015 : Bienvenue à la maison
- 2015 : The Birdwatcher : Safran Wilson
- 2016 : Dead Rising: Endgame : Susan Ingot
- 2016 : L'Invisible : Darlene
- 2018 : Kingsway : Jess Horvat
- 2020 : Hunter Hunter : Anne Mersault
- 2022 : Une amie au poil : Pat Inman
- 2023 : Shelby Oaks : Mia (en post-production[4])

### À la télévision
- 1998 : Dead Man's Gun : Ellie (épisode : "The Judgment of Joe Dean Bonner")
- 1998 : First Wave : Diana Black (épisode : "Book of Shadows")
- 1999 : Beggars and Choosers (série télévisée)
- 2000 : Aux frontières de l'étrange : Loretta (épisode : "Beeing There")
- 2000 : The L'Invincible  (Immortal) : fille blonde (épisode : "Flight 666")
- 2000–2001 : Big Sound : Lisa (5 épisodes)
- 2001 : Strange Frequency : Waitress (épisodes : "Cold Turkey" et "A Change Will Do You Good")
- 2001 : Coroner Da Vinci (Da Vinci's Inquest) : fille junkie (épisode : "It's Backwards Day")
- 2002–2005 : Coroner Da Vinci (Da Vinci's Inquest) : Det. Suki Taylor (8 épisodes)
- 2002 : Dark Angel : Lida (épisode : "Love in Vein")
- 2002 : Beyond Belief: Fact or Fiction : Tiffany Sands (1 épisode)
- 2002 : Disparition : Nina Toth adulte (TV miniseries)
- 2004 : Cold Squad, brigade spéciale : Principal (épisode : "No Life Like It")
- 2004 : The L Word  : Helen (épisode : "Lies, Lies, Lies")
- 2005 : The L Word  : Valerie Goins (épisode : "Luminous")
- 2005 : Battlestar Galactica : Pilot / Stepchild (épisode : "The Hand of God")
- 2005 : Réunion : Destins brisés : Meghan Phillips (4 épisodes)
- 2005 : Terminal City : Julie (épisodes : "1.9" et "1.10")
- 2006 : 49th and Main : Brooke (série télévisée)
- 2006 : La Dernière Tempête (Dark Storm), téléfilm de Jason Bourque : Ellie (téléfilm)
- 2006 : Obsession maternelle (Cries in the Dark) : Elle (téléfilm)
- 2006–2007 : Intelligence : Francine Reardon (24 épisodes)
- 2007 : Conspiracy : Susan Collins (épisode : "Pilot")
- 2008 : Troglodyte : Arden (téléfilm)
- 2009 : Mistresses : Kate (téléfilm)
- 2009 : Tornades de glace : Joanne (téléfilm)
- 2010 : Goblin : Kate Perkins (téléfilm)
- 2010 : L'Heure de la peur : Mom (épisode : "The Girl in the Painting")
- 2010 : Stargate Universe : Val (épisode : "Visitation")
- 2010-2011 : Shattered : Det. Amy Lynch (13 épisodes)
- 2011 : Facing Kate (Fairly Legal) : Elizabeth (épisode : "Bo Me Once")
- 2011 : Hellcats : Emily (4 épisodes)
- 2011 : The Killing  : Meg Connell (épisode : "Orpheus Descending")
- 2011 : Rookie Blue : Det. Jo Rosati (7 épisodes)
- 2011 : Médecins de combat : Chaplain Plottell (épisode : "Reason to Believe")
- 2011 : The Secret Circle  : Heather Barnes (épisode : "Heather")
- 2011 : Flashpoint : Robyn Engels (épisode : "Wild Card")
- 2012 : Alcatraz : Sonya Sylvane (épisode : "Pilot")
- 2012 : Falling Skies : Avery Churchill (épisode : "Compass")
- 2013 : Motive : Lila Bergin (épisode : "Public Enemy")
- 2013 : Red Widow : Newton (7 épisodes)
- 2015 : Proof (épisode : Tsunami: Part One)
- 2015-2015 : Le Maître du Haut Château (The Man in the High Castle) : Karen (7 épisodes)
- 2017 : The Disappearance : Helen
- 2020 : Helstrom : Zoe Richards/Aubree Richards (épisode : "The One Who Got Away")
- 2022 : Shoresy : Laura Mohr

## Théâtre
| Année | Pièce                        | Rôle           | Notes                      |
| ----- | ---------------------------- | -------------- | -------------------------- |
| 2010  | Sexual Perversity In Chicago | Deb            | The Caven, Vancouver, BC   |
|       | The Plastic Project 2        | Barbara/Chorus | Frederic Wood Theatre      |
|       | The Forced Marriage          | Dorimene       | Frederic Wood Theatre      |
|       | A Lie of the Mind            | Beth           | Frederic Wood Theatre      |
|       | The Plastic Project          | Barbara        | Frederic Wood Theatre      |
|       | Antigone                     | Antigone       | Frederic Wood Theatre      |
|       | The Maids                    | Madame         | Dorothy Somerset Studio    |
|       | Mystics                      | She            | Station Street Arts Center |
|       | Andy Warhol Exhibition       | Edie Sedgewick | Vancouver Art Gallery      |